# 特萊豐岩
62°15′S 58°27′W / 62.250°S 58.450°W

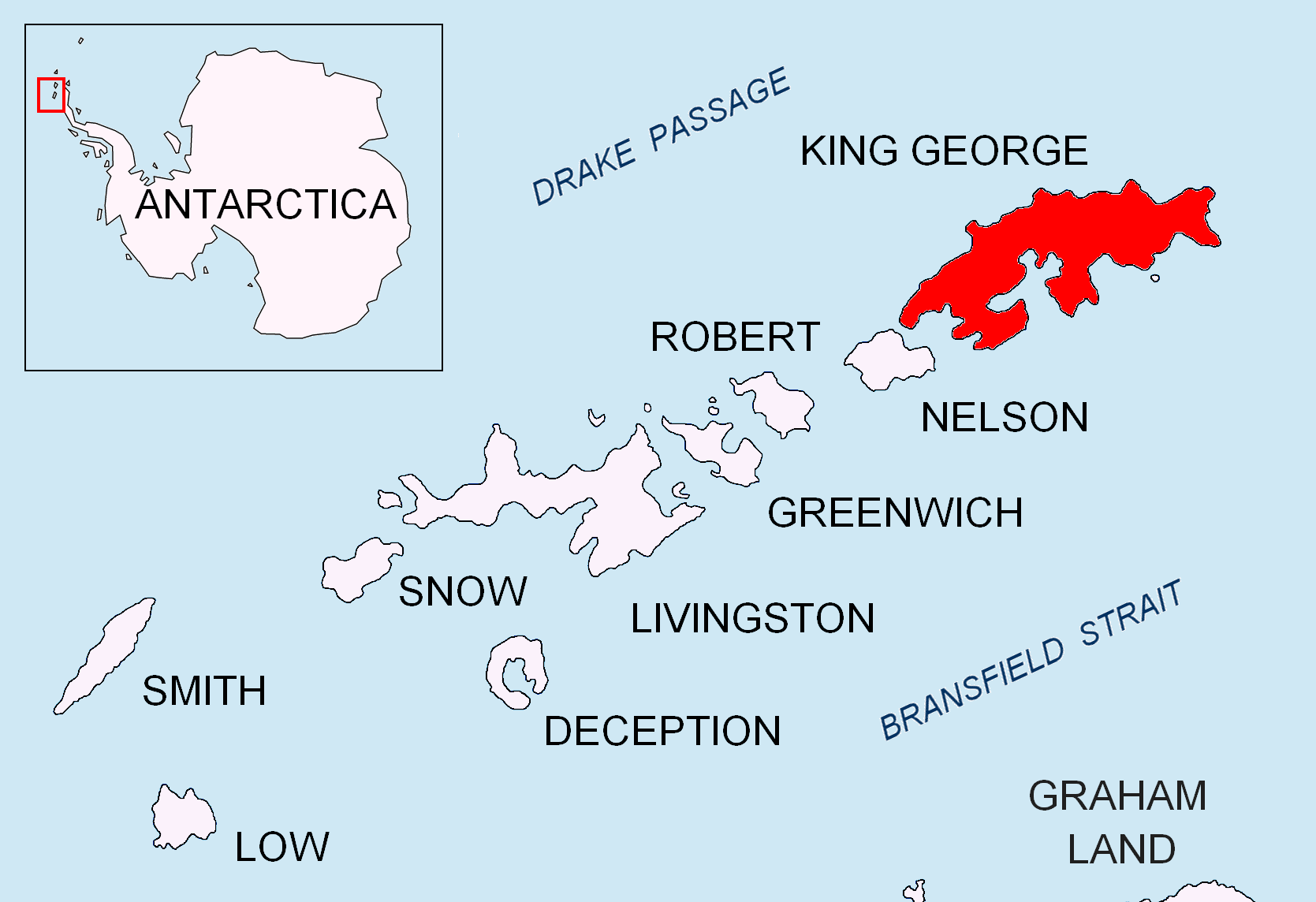

特萊豐岩（Telefon Rocks），是南極洲的岩石，位於南設得蘭群島的喬治王島，處於德梅角西南面2.4公里的阿德默勒爾蒂灣入口處西部，現時由南極條約體系管理。